# İzzet Türkyılmaz
İzzet Türkyılmaz (nacido el 20 de mayo de 1990 en Balıkesir) es un jugador de baloncesto turco que pertenece a la plantilla del Bursaspor de la BSL turca. Con 2,16 metros de estatura, juega en la posición de ala-pívot.

## Trayectoria deportiva

### Profesional
Comenzó jugando en el Bandırma Kırmızı de la segunda división turca, donde permaneció hasta 2010, cuando ficha por el Banvit BK, donde en su primera temporada sólo jugó 12 partidos en los que promedió 2,6 puntos y 1,3 rebotes. Al año siguiente completó la temporada promediando 2,1 puntos y 1,9 rebotes por partido.
Fue elegido en la quincuagésima posición del Draft de la NBA de 2012 por Denver Nuggets, pero no entró en los planes del equipo, continuando en el Banvit.

### Selección nacional
Pertenece a la selección turca, con la que disputó el EuroBasket 2011, promediando 1,3 puntos y 2,3 rebotes por partido.